# OH-58 Kiowa
OH-58 Kiowa (укр. «Ка́йова») — американський легкий багатоцільовий вертоліт, розроблений компанією Bell Helicopter Textron на основі моделі Bell 206.
З 1969 року широко застосовується Армією США для розвідки і безпосередньої вогневої підтримки наземних військ, у значній кількості постачався на експорт. У ході в'єтнамської війни США втратили близько 45 вертольотів OH-58A.

## Розробка
14 жовтня 1960 ВМС США дали запит 25 виробникам вертольотів від імені армії взяти участь у програмі на Легкий вертоліт спостереження (ЛВС). Bell Helicopter взяв участь разом з 12 іншими виробниками, разом з Hiller Aircraft та Hughes Tool Co., Aircraft Division. Bell представили конструкцію D-250, який отримав назву YHO-4.  19 травня 1961 Bell і Hiller були проголошені переможцями конкурсу.

### Легкий вертоліт спостереження (ЛВС)
Bell перетворила конструкцію D-250 у вертоліт Model 206, перейменований на YOH-4A у 1962 і випустив п'ять прототипів літальних апаратів для армійських тестувань і етапу оцінювання. Перший прототип піднявся у повітря 8 грудня 1962. YOH-4A також отримав назву Ugly Duckling у порівнянні з іншими конкурсантами. Згідно тестовим польотам прототипів Bell, Hughes і Fairchild-Hiller, було обрано Hughes OH-6 Cayuse у травні 1965.
Коли YOH-4A було відхилено армією, Bell вирішили виставити вертоліт на цивільний ринок. Окрім недолугого вигляду, вертольоту не вистачало вантажного простору і на задньому місці було місце лише для трьох пасажирів. Рішенням стало переробка фюзеляжу щоб він був більш гладкий і естетичний, що додало 0.45 м3 вантажного простору у процесі. Перероблений вертоліт отримав назву Model 206A і президент Bell Едвін Дикаєт назвав його JetRanger позначав еволюцію від популярного Model 47J Ranger.

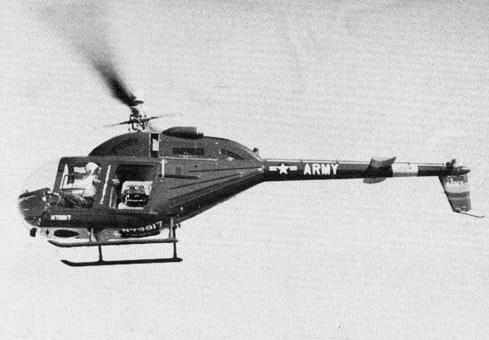
YOH-4A LOH у польоті

У 1967 армія відновила змагання ЛВС через те, що Hughes Tool Co. Aircraft Division не зміг досягнути договірних вимог щодо виробництва. Bell представив для конкурсу вертоліт Bell 206A. Fairchild-Hiller не змогли представити свій YOH-5A, які успішно продавалися як FH-1100. Врешті, Bell переміг Hughes встановивши нижчу ставку і Bell 206A отримав назву OH-58A. Згідно з традицією армії США, вертоліт OH-58A отримав прізвисько Kiowa на честь індіанського племені Kiowa.

### Передовий розвідувальний вертоліт
У 1970-ті армія США визнали потребу покращити властивості своїх розвідувальних вертольотів. Передбачаючи AH-64A для заміни застарілого AH-1, армія почала виношувати ідею програми повітряного розвідника для стимулювання розробки сучасних технологій у галузі обладнання нічного бачення і навігаційного обладнання. Серед цілей програми були прототипи які: 
"...мають розширений діапазон виявлення цілей за допомогою стабілізованої оптичної підсистеми спостерігання дальнього радіуса дії, покращене визначення місця розташування за допомогою використання комп'ютеризованої навігаційної системи, поліпшену живучість за рахунок зменшення звукового, візуального, радарного і інфрачервоного профілю, а також покращені льотні можливість за рахунок продуктивності більших двигунів для забезпечення сумісності з ударними вертольотами".
Армія створила спеціальну групу у Форті Нокс для розробки вимог до системи у березні 1974 і у 1975 група видала вимоги до програми Передового розвідувального вертольоту (ПРВ). Згідно з вимогами, вертоліт повинен був працювати вдень і вночі, при будь-якій погоді, а також бути сумісним з усіма збройними системами, які були у розробці і на випробуваннях на 1980-й рік. Програму було ухвалено Радою System Acquisition Review та армією для підготовки випуску вертольотів наступного року. Проте, у той час як армія намагалася запустити проект, Конгрес скасував фінансування проекту на 1977 фінансовий рік і проект було закрито 30 вересня 1976.
Хоча розробка протягом року не йшла, програма змогла вижити без фінансування. 30 листопада 1979 було прийнято рішення про відкладення виробництва провідного розвідувального вертольоту на користь модифікації існуючих авіапланерів до розвідувальних вертольотів. Розвиток щоглового прицілу було спрямовано на покращення можливостей вертольоту для розвідки, живучості і пошуку цілей ховаючись за деревами і складками місцевості. Для таких модифікацій було обрано вертольоти UH-1 та OH-58, але UH-1 було не прийнято через його великі розміри і легку можливість виявлення. У той же час OH-58 показав зниження помітності і виявлення через використання щоглового прицілу.
10 липня 1980 армія вирішила, що програма модифікації буде на конкурсній основі для використання комерційних вертольотів, зокрема розробки Hughes Helicopters вертольота Hughes 500D який був кращий у порівнянні за OH-6.

### Програма покращення армійських вертольотів (ППАВ)
Рішення армії про програму модернізації переросла у "Програму покращення армійських вертольотів (ППАВ)". Bell Helicopter та Hughes Helicopters переробили свої вертольоти для участі у програмі і отриманні контракту. Bell запропонував більш надійну версію OH-58 у своїй моделі 406, а Hughes запропонували оновлену версію OH-6.  21 вересня 1981 Bell Helicopter Textron отримала контракт на виробництво. Перший прототип піднявся у повітря 6 жовтня 1983, а вертоліт було прийнято на озброєння у 1985 під назвою OH-58D.
Спочатку вертоліт призначався для нанесення ударів, підтримки і артилерійської ролей. Армія замовила невелику партію вертольотів і використовувала OH-58D в ролі польового артилерійського спостерігача. Армія вирішила провести ряд тестів для виявлення недоліків. 1 квітня 1986 армія сформувала ударну групу у форті Рукер, Алабама, для усунення недоліків у ППАВ. У 1988 армія планувала припинити використання OH-58D і сфокусуватися на LHX; проте, Конгрес виділив  $138 млн. для розширення програми, вбачаючи використання ППАВ у зв'язці з Apache у групі мисливець/убивця; вертоліт ППАВ повинен шукати і визначати цілі, а вертоліт Apache повинен знищувати їх.

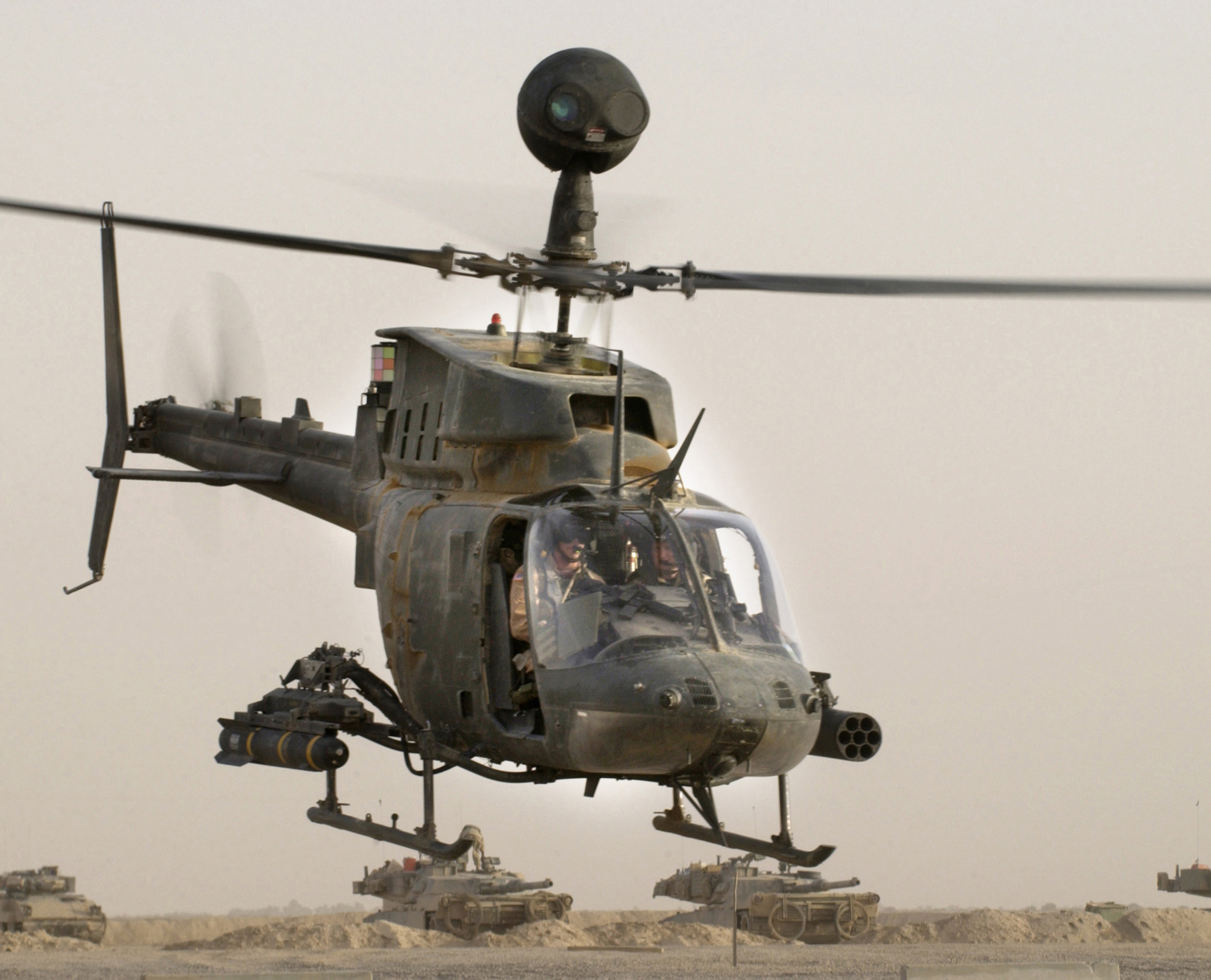
Вертоліт OH-58D Kiowa Warrior на зльоті озброєний ракетами AGM-114 Hellfire та 7 НАР Hydra 70.

Міністр армії запропонував спрямувати зусилля на оновлення збройних систем вертольотів, це було зроблено на основі досвіду роботи Task Force 118, яка мала на озброєнні  вертольоти OH-58D, у Перській затоці під час операції Prime Chance, і вертоліт використовували загалом для дозорів і озброєної розвідки. Озброєний вертоліт відомий під назвою OH-58D Kiowa Warrior, що позначає його озброєну конфігурацію. Починаючи з 202-го вертольоту (с/н 89-0112) у травні 1991, усі вертольоту OH-58D випускалися у конфігурації Kiowa Warrior. У січні 1992 Bell Helicopter отримали свій перший контракт на переробку вертольотів OH-58D Kiowa на модифікацію Kiowa Warrior.

## Design

### Щогловий приціл
У OH-58D має найбільш характерну особливість у всій родині Kiowa — щогловий приціл, який нагадує пляжний м'яч розташований над несучим гвинтом. Щогловий приціл розробки компанії Ball Aerospace & Technologies, він має гіроскопічно-стабілізовану платформу, яка має телевізійну систему, тепловізор і лазерний далекомір/лазерний цілевказівник. Це нове обладнання дало вертольоту додаткові можливості виявлення і лазерного позначення цілей вдень і вночі, а також при поганій видимості і за поганої погоди.
Система щоглового прицілу була розроблена McDonnell Douglas Corp. Виробництво відбувалося у Монровії, Каліфорнія. У результаті злиття з Боїнг, і подальшим продажем ділового підрозділу, програмою володіє і керує DRS Technologies, з інженерною підтримкою, яка базується у Кіпрессі, Каліфорнія, а виробництво знаходилося у Мельбурні, Флорида.

### Система захисту від удару об провід
Однією з відмінних рис вертольотів OH-58 є ножеподібний виступ над і вперед кабіни, який є частиною пасивної системи захисту від удару об провід. Система може захистити 90% фронтальної зони вертольоту від ударів об провід, який може виникнути при польотах на малій висоті, спрямовуючи провід на нижнє або верхнє лезо до того, як провід потрапить у лопаті несного гвинта або у посадкові лижі. OH-58 став першим вертольотом, на якому було протестовано цю систему, після чого систему було використано в армії на всіх вертольотах OH-58 і на більшості інших вертольотів.

## Історія використання
Генерал-майор Джон Нортон, командувач армійською авіаційною матеріальною частиною, отримав перший OH-58A Kiowa на церемонії на заводі Bell Helicopter у форті Уорт у травні 1969. Два місяці потому, 17 серпня 1969, перша партія вертольотів OH-58A Kiowa прибула до В'єтнаму, у супроводі New Equipment Training Team (NETT) від армії та Bell Helicopters. Також контракт на виробництво Kiowa замінив контракт Hughes на легкий вертоліт спостереження, проте OH-58A автоматично не замінив OH-6A у операціях. Згодом Kiowa і Cayuse використовували на цьому театрі до кінця війни.

### Війна у В'єтнамі
27 березня 1970 OH-58A Kiowa (с/н 68-16785) було збито над В'єтнамом, одна з перших втрат OH-58A у війні. Пілотував вертоліт ворент-офіцер Ральф Квік-мл., з ним летів підполковник Джозеф Беноскі-мл. який був артилерійським спостерігачем. Після виконання бойового завдання, вертоліт було пошкоджено кулеметом .51 cal (13 мм) після чого вертоліт впав, обидва члени екіпажу загинули. Приблизно 45 вертольотів OH-58A було збито під час війни у В'єтнамі через бойові втрати і інциденти. Останньою бойовою  втратою став вертоліт OH-58A (с/н 68-16888) з 3-17-го Кавалерійського який пілотував перший лейтенант Томас Кнакі. 27 травня 1971 лейтенант Кнакі вилетів на бойове завдання і був обстріляний кулеметним вогнем, після чого вертоліт вибухнув. Кнакі і спостерігач, сержант Філіп Тейлор, загинули під час вибуху.

### Операція Prime Chance
На початку 1988 було прийнято рішення про те, що озброєні вертольоти OH-58D (ППАВ) зі 118-ї авіаційної ударної групи замінять групи SEABAT (AH-6/MH-6) 160-ї Ударної Групи для участі в операції Prime Chance, ескортування нафтових танкерів під час Ірано-іракської війни.  24 лютого 1988, два вертольоти ППАВ прибули на мобільну морську базу Уімбраун VII, а вертолітна команда (група "SEABAT" за їхнім позивним) розташована на баржі повернулася до Сполучених Штатів.  Протягом наступних місяців, вертольоти з бази Уімбраун VII виконували патрулювання з групою SEABAT на літаках Hercules. Координація була ускладнена, але, незважаючи на часті запити TF-160, група SEABAT на літаках Hercules не була замінена вертольотами ППАВ до червня 1988. Екіпажі вертольотів OH-58D, які брали участь у операції проходили навчання з посадки на палубу і виживання у воді.
У листопаді 1988 кількість вертольотів OH-58D, які підтримували Ударну Групу 118, було зменшено. Проте, вертольоти продовжили працювати на військово-морській мобільній базі Геркулес, на фрегаті Underwood і есмінці Conolly. Загалом OH-58D виконували нічні розвідувальні польоти, армійські вертольоти переводили з мобільної бази і кораблів на наземні бази кожні сім і чотирнадцять днів. 18 вересня 1989 OH-58D розбився під час нічного тренування зі стрільби і затонув, без втрат серед екіпажу. Після закриття у вересні 1989 мобільної бази Геркулес, всі вертольоти OH-58D було повернуто до США.

### RAID
У 1989 Конгрес постановив, що Національна гвардія візьме участь у так званій Війні з наркотиками, для допомоги федеральним правоохоронцям, правоохоронцям штату і місцевим зі "спеціальними правами конгресу". У відповідь на це Бюро Національної гвардії армії США створило Розвідувальні і повітряні загони (RAID) у 1992, які складалися з авіаційних підрозділів і знаходилися у 31 штаті з 76 спеціально модифікованими вертольотами OH-58A для розвідки/перехоплення у повітрі постачальників наркотиків. Протягом 1994 24 штати провели більше 1200 повітряних місій розвідки і перехоплення, більшість з цих місій було зроблено в ночі. Спочатку, програма поширювалася на 32 штати і складалася з 116 вертольотів, в тому числі спеціальні тренувальні вертольоти з Західного армійського авіаційного тренувального майданчика (WAATS) у Марані, Аризона.
Програма RAID зараз розширилася і до неї було включено боротьбу з тероризмом та підтримка прикордонної служби США для забезпечення внутрішньої безпеки. Підрозділи RAID Національної гвардії є єдиним підрозділом МО США зона діяльності якого обмежується лише кордонами США.

### Операція Справедлива справа і дії у 1990-х
Під час операції Справедлива справа у 1989, група з вертольотів OH-58 та AH-1 були частиною авіаційної ударної групи під час захоплення форту Амадор у Панамі. OH-58 було обстріляно панамськими солдатами і він впав у сотні метрів у Панамську затоку. Перший пілот врятувався, другий пілот загинув.
17 грудня 1994 армійські чіф воррент-офіцери Девід Гілемон та Боббі Голл вилетіли з табору Пейдж, Південна Корея на звичайну тренувальну місію уздовж демілітаризованої зони. Метою їхнього польоту була точка відома під назвою Checkpoint 84, яка знаходилася на південь від "закритої для польотів зони", але OH-58C Kiowa заглибився на 6,4 км на територію провінції Кангвон, у повітряний простір Північної Кореї, через помилку навігаційної системи. Вертоліт було збито північнокорейськими військами і Гілемон загинув. Голла було захоплено у полон і уряд Північної Кореї наголошував, що вертоліт виконував шпигунське завдання. Через п'ять днів перемовин північні корейці повернули тіло Гілемона американській владі. Перемовини, щодо передачі Голла провалилися. Після 13 днів полону, Голла було звільнено 30 грудня.

### Афганістан і Ірак

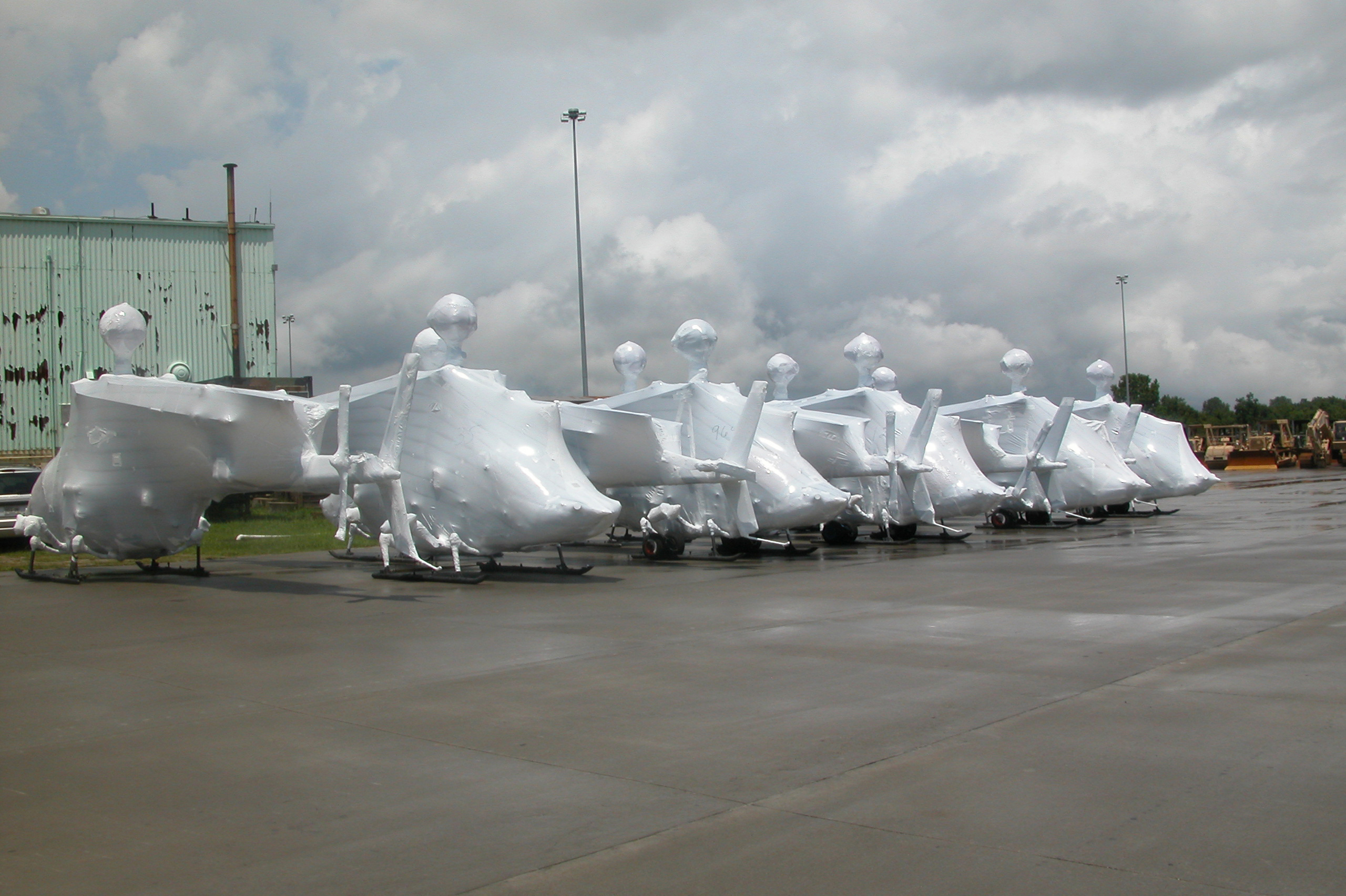
Вертольоти OH-58 Kiowa у термозбіжній плівці для відправлення до Іраку.

Армія США використовувала OH-58D під час війни у Іраку та у операції Нескорена свобода у Афганістані.  У бойових діях і від нещасних випадків було втрачено 35 вертольотів, при цьому загинуло 35 пілотів. Їх інколи використовували для рятування поранених не зважаючи на їх малі розміри. У Іраку OH-58D літали 72 години в місяць, у той час як у Афганістані, вони літали 80 годин за місяць. У 2013 Bell заявили, що OH-58 налітав 820000 бойових годин.

### Майбутнє
Першою спробою замінити OH-58 став вертоліт RAH-66 Comanche створений за програмою Легкий Експериментальний Вертоліт, яка була закрита у 2004. Вік планера і втрати призвели до того, що за програмою Озброєного розвідувального вертольоту було закуплено новий вертоліт, Bell ARH-70, закупівлю було скасовано у 2008 через збільшення вартості.  Третьою спробою заміни OH-58 стала програма Озброєний повітряний розвідник. Через невизначеність програми ОПР і фінансові обмеження, заплановане списання OH-58F Kiowa було продовжено з 2025 до 2036. Розвідувальна роль вертольота Kiowa була доповнена тактичними БПЛА, часто дві платформи працюють разом для зменшення ризиків для екіпажу. OH-58F має можливість контролювати БПЛА напряму для безпечного виконання розвідувальних завдань. У 2011 було заплановано заміну вертольота Kiowa полегшеною версією літального апарата вертикального зльоту у 2030-му році.
На грудень 2013 армія США мала 338 вертольотів Kiowa на службі і 30 у Національній гвардії. Армія розглядає списання вертольотів Kiowa як частина широкого зменшення вартості обслуговування і кількості вертольотів різних типів. Аналіз альтернатив для програми ОПР, що при використанні вертольоту Kiowa разом з БПЛА RQ-7 Shadow є найкращим рішенням; також говорилося, що AH-64E Apache Guardian є найбільш "негайним" рішенням для розвідувальних цілей. Передбачається, що всі OH-58 будуть списані і всі вертольоти Apache Національної гвардії і резерву армії будуть переведені на розвідувальну службу. Вартість використання вертольота Apache на 50 відсотків більша ніж Kiowa і вимагає більше обслуговування; симуляції показали, що при заміні вертольотами Apache вертольотів Kiowa у Іраку і Афганістані, загальна вартість їх використання збільшилася б на $4 млрд, але дозволила б зекономити $1 млрд у рік. UH-60 Black Hawk повинні перевести до резервних підрозділів і підрозділів Національної гвардії. Метою є списання старих вертольотів для заощадження коштів і отримання машин з більшими можливостями. Аналіз альтернатив 2010 виявив, що вертольоти Apache разом з БПЛА є оптимальним вибором; з такою задачею могли б впоратися 698 вертольотів Apache. Фонди на оновлення вертольотів Apache будуть отримані після списання вертольотів Kiowa. ЗМІ очікують, що OH-58s скоріше надійде іноземним військовим, ніж цивільним операторам, зважаючи на високі операційні витрати.
Армія направила 26 з 335 вертольотів OH-58D у сховище протягом 2014. В очікування списання вертольотів Kiowa, армія шукає можливих покупців серед інших військових підрозділів, урядових агентств та іноземних користувачів зацікавлених у придбанні машин. Вертольоти Kiowa пропонуються у гарному ціновому діапазон для інших країн з невеликою кількістю запчастин. Bell поки що не надали згоду на підтримку закордонних користувачів. У листопаді 2014 Хорватія направила листа з запитом на придбання 16 OH-58D. Станом на  2015 армія позбавилася 33 вертольотів OH-58D. Станом на січень 2016 армія позбавилася всіх, окрім двох ескадрилей OH-58D, з позбавленням від вертольотів до кінця року. На квітень 2016 у двох ескадрильях залишалися на озброєнні 60 вертольотів Kiowa. У червні 2016, члени першої ескадрильї 17-го Кавалерійського полку,  82-ї Бойової авіаційної бригади, прибули до Південної Кореї у складі останнього використання вертольотів Kiowa на службі армії США; вертольоти будуть замінені після повернення підрозділу до форту Брегг через дев'ять місяців.
У рамках ініціативи реструктуризації авіації 2013 року, деякі з 340 списаних армійських вертольотів OH-58D Kiowa можна було придбати через програми Excess Defense Article та закордонні військові продажі.  У 2016 Хорватія і Туніс стали першими країнами, які закупили вертольоти, замовивши 16 та 24 вертольоти відповідно. Першу партію з 5 вертольотів  OH-58D Хорватія отримала на авіабазі Задар-Земунік 30 червня 2016.

## Варіанти і модифікації
- OH-58A Kiowa — перший варіант, із двигуном T63-A-700 потужністю 317 к.с. Маса вертольота — 1360 кг, максимальна швидкість — 220 км/год (крейсерська — 190 км/год), місткість паливного бака — 280 літрів, вантажопідйомність — 570 кг (4 солдата в повному бойовому спорядженні), дальність польоту — до 490 км[63]
- OH-58B — експортний варіант 1976 року для Австралії
- OH-58C — модель 1978 року із двигуном Allison T-63-A720 потужністю 420 к.с., у війська почав надходити в 1979 році. Двосекційний лобове скло замінено пласким чотирисекційним із вмістом акрилу, встановлені нова приладова дошка, система впізнання «свій-чужий» AN/APX-100, апарат попередження про радіолокаційне опромінення AN/APR-390. У збройному варіанті з лівого борту міг бути встановлений кулемет XM-134 з 2000 набоями, 40-мм автоматичний гранатомет XM-129 з боєкомплектом у 150 гранат або блок із сімома 70-мм некерованими ракетами[63]
- OH-58D Kiowa Warrior — модель 1991 року, розроблена в результаті виконання програми AHIP

- OH-58D Kiowa Warrior Block II — модифікація 2011 року з новим двигуном HTS-900 (746 кВт), посиленим хвостовим гвинтом, новим носовим комплектом датчиків і багатофункціональними інформаційними дисплеями

- OH-58F — вертольоти, які пройшли модернізацію за програмою CASUP, встановлена оптико-електронна система AN/AAS-53

## Тактико-технічні характеристики

### OH-58A
Джерело: U.S. Army Aircraft Since 1947
Основні характеристики
- Екіпаж: 1 пілот, 2 пілоти, 1 пілот і 1 спостерігач
- Довжина: 9,8 м
- Висота: 2,92 м
- Діаметр несучого гвинта: 10,77 м

- Маса порожнього: 718 кг
- Нормальна злітна маса: 1360 кг
- Силова установка:  ×  Allison T63-A-700  317 кс ( 236 кВт)

Льотні характеристики
- Крейсерська швидкість: 188 км/год
- Бойовий радіус: 481 км

Озброєння
- Стрілецько-гарматне: 
M134 шестиствольний кулемет 7,62 мм змонтований у підсистемі M27
або
гранатомет M129 змонтований у підсистемі XM8

### OH-58D
Джерело Jane's, U.S. Army Aircraft Since 1947
Основні характеристики
- Екіпаж: 2 пілоти
- Довжина: 12.85 м (42 фт 2 дм)
- Діаметр основного гвинта:  10.67 м (35 фт 0 дм)
- Висота: 3.93  м (12 фт 105⁄8 дм)
- Площа основного гвинта: 1.38 m² (14.83 кв. фт)
- Маса порожнього: 1,737 кг (3,829 lb)
- Злітна маса: 2,495 кг (5,500 lb)
- Двигун: 1 × Rolls-Royce T703-AD-700A or 250-C30R3 газотурбінний, 485 кВт (650 кс)

Льотні характеристики
- Максимальна швидкість: 240 км/год (149 миль/год)
- Крейсерська швидкість: 204 км/год (127 миль/год)
- Дальність польоту: 556 км (161 миль)
- Тривалість польоту: 2.0 год
- Практична стеля: 4,575 м (15,000 фт)Озброєння
- На кожному пілоні (загалом два) може нести наступне озброєння:
1x M3P (або M296) .50 cal (12,7 мм) кулемети[66]
1x LAU-68 ПУ НАР 2,75" Hydra 70
2x ракети AGM-114 Hellfire

## На озброєнні
- Австралія — 56 OH-58A, станом на 2013 рік. Будуть замінені на розвідувально-ударні вертольоти Eurocopter Tiger ARH.
- Австрія — 10 OH-58B, станом на 2016 рік[67]
- Домініканська республіка — 9 OH-58 (CH-136), 4 OH-58A і 4 OH-58C, станом на 2016 рік[68]
- Ізраїль — 12 OH-58B, станом на 2016 рік[69]
- Колумбія — 22 OH-58, станом на 2016 рік[70]
- США — 200 OH-58D, 44 OH-58A і 3 OH-58C, станом на 2016 рік[71]
- Китайська республіка — 38 OH-58D, станом на 2016 рік[72]
- Туреччина — 3 OH-58B, станом на 2016 рік[73]
- Ірак — 10 OH-58C, станом на 2016 рік[74][75]

Крім того вертольоти даного типу стоять на озброєнні в Саудівській Аравії та Іспанії.